# Nonexistent
Nonexistent è il secondo album dei Living Sacrifice, pubblicato nel 1992. Per registrarlo furono necessari appena 9 giorni.

## Il disco
L'intro è Emerge, fatto di sonorità dark industrial miscelate nientemeno che ad un coro gregoriano. Enthroned e Nonexistent, si fanno notare per la tecnica e l'ispirazione del death metal. Haven of blasphemy non si differenzia molto dalle precedenti. ...to nothing e Void expression sono caratterizzate da violenti riff di chitarra. In Atonement sono notevoli le influenze doom metal: notevole anche l'assolo finale. Possente e grave è Distorted, zeppa di stop and go e chitarre sincopate Chemical straightjacket. Chiude l'album Without Distinction.

## Tracce
1. Emerge – 1:20
2. Enthroned – 3:30
3. Non-Existent – 4:47
4. Haven Of Blasphemy – 2:54
5. ...To Nothing – 3:17
6. Void Expression – 5:40
7. Atonement – 5:30
8. Distorted – 4:41
9. Chemical Straightjacket – 4:54
10. Without Distinction – 3:23

## Formazione
- D.J. - voce
- Bruce Fitzhugh - chitarra
- Jason Truby - basso
- Lance Garvin - batteria